# John Bertrand (Segler, 1946)
John Edwin Bertrand AO (* 20. Dezember 1946 in Melbourne, Victoria) ist ein Segler aus Australien, der die 12mR-Yacht Australia II als Skipper im Jahr 1983 zum ersten Sieg über die US-Amerikaner im 25. America’s Cup führte. Er beendete mit diesem Sieg eine über 132 Jahre andauernde Siegesserie der US-Amerikaner, die in der Sportgeschichte ohne Beispiel ist.

## Leben
John Bertrand segelte seit seiner frühen Jugend und wurde schnell ein nationaler Jollen-Meister. Sir James Hardy lud ihn daher 1970 als Segeltrimmer auf seine Herausforderer-Yacht Gretel II im 21. America’s Cup ein. Er nahm an zwei olympischen Spielen für Australien teil, erreichte den unglücklichen vierten Platz bei schwierigen Windverhältnissen 1972 in Kiel und gewann dann im Jahr 1976 bei den Olympischen Sommerspielen in Montreal (Kanada) auf dem Ontariosee die Bronzemedaille in der Einmann-Bootsklasse Finn-Dinghi.
Nach seiner ersten (von vier) Teilnahme am America’s Cup als Herausforderer studierte Bertrand Schiffbau-Konstruktion am Massachusetts Institute of Technology (MIT) bei Professor Jerry Milgram, der ihn nicht nur Strömungslehre, sondern auch das taktische Jollensegeln lehrte. Im MIT-Segelclub und vor Marblehead entdeckte Bertrand die Feinheiten des Match-Racing und des US-amerikanischen Jollensegelns. Er traf Robbie Doyle, der ihn zum Einstieg in die Finn-Dinghi-Klasse brachte. Bei seinem ersten Start 1971 beim „Gold Cup“ in Toronto wurde er Achter in einem geliehenen MIT-Finn, im nächsten Jahr zweiter.
Nach den Olympischen Spielen in Kiel half er mit seinen Kenntnissen aus dem Diplomabschluss am MIT dem Yachtkonstrukteur Ben Lexcen, das Design der australischen Herausforderer-Yacht Southern Cross zu entwickeln. Danach schwor er, nie wieder am America’s Cup teilzunehmen. Er ging zu Peter Barrett nach Pewaukee (Wisconsin), um das Segelmacherhandwerk zu erlernen. Er arbeitete dort auch gemeinsam mit Olaf und Peter Harken an der Entwicklung des ersten Finns der Marke Vanguard (heute: Harken, Inc.).
Er ist Mitglied im Royal Brighton Yacht Club in Melbourne (Australien) und nimmt gegenwärtig an Regatten der Etchells-Klasse teil.

## 25. America’s Cup 1983

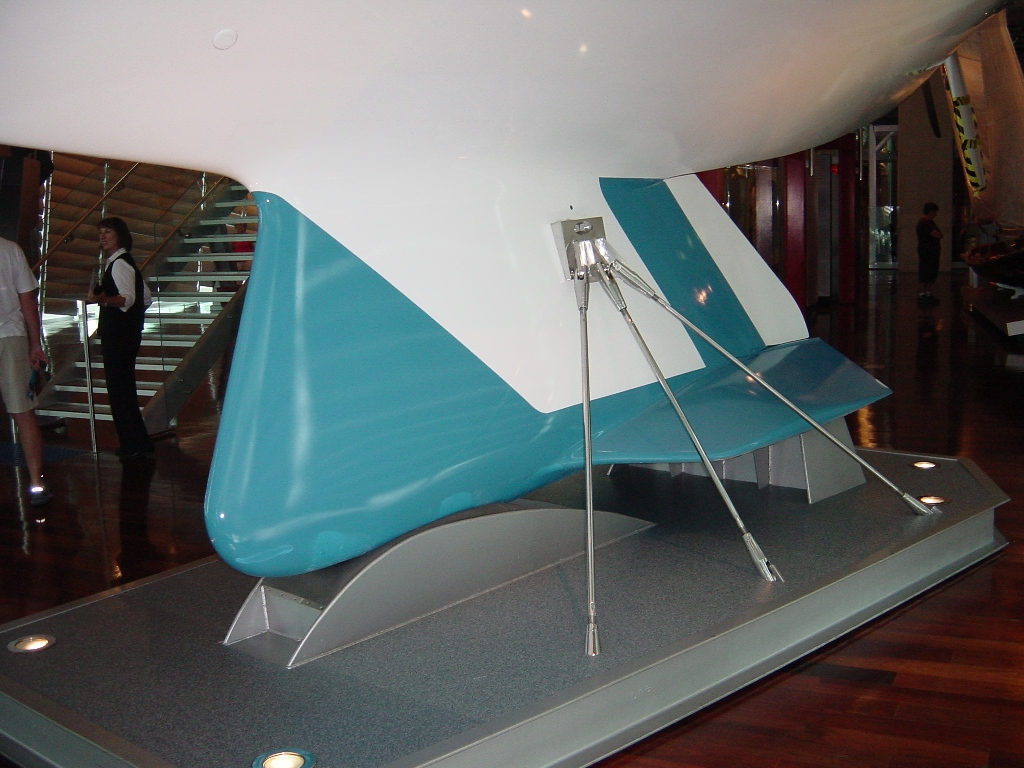
Flügelkiel von Australia II

John Bertrand steuerte die von Ben Lexcen konstruierte Herausforderer-Yacht (challenger) Australia II mit dem revolutionären und bis zum Ende der Regattaserie geheimgehaltenen Flügelkiel. Die Yacht hatte durch den neuen Kiel, der dem Reglement entsprach, eine deutlich höhere Grundgeschwindigkeit gegen die von Dennis Conner geskipperte US-amerikanische Verteidiger-Yacht (defender) Liberty. Zusätzlich konnte Australia II höher am Wind (direkter gegen den Wind) segeln und sie konnte schneller wenden oder drehen, da sie keinen traditionellen Langkiel hatte. Die Australia II gehörte dem australischen Geschäftsmann Alan Bond, der 1983 nach drei vergeblichen Versuchen nun zum vierten Mal antrat.
Die Regattaserie bekam durch die Medien eine landesweite Bedeutung, trotz der Randsportart Segeln. Die auf vier Siege in sieben Wettfahrten ausgelegte Regatta vor Newport (Rhode Island) wurde durch das Team Australia II nach einem schnellen Anfangserfolg von Liberty mit wechselnden Führungen schließlich im entscheidenden sechsten Rennen mit einem Vorsprung von 1 Minute und 21 Sekunden zum 3: 3 ausgeglichen.
Die US-Amerikaner merkten, dass ihre Siegesserie nach 132 Jahren reißen könnte. Die großen Zeitungen berichteten über den America’s Cup auf den ersten Seiten und nannten die Regatta The Race of the Century (Das Rennen des Jahrhunderts). Noch nie hatte es bislang in der Geschichte des America’s Cup sechs oder auch sieben Wettfahrten zu Ermittlung des Siegers gegeben. Im letzten Rennen konnte dann John Bertrand mit seiner jungen Mannschaft den Amerikaner Dennis Conner mit Liberty nach einem harten Kampf mit 47 Wenden um 41 Sekunden schlagen.
Bei der Übergabe des Pokals gab es eine Verzögerung, denn Handwerker mussten die im Clubgebäude des New York Yacht Club festgeschraubte Bodenlose Kanne erst von ihrem Podest abschrauben. Man hatte sich nicht vorstellen können, diesen Pokal mal zu verlieren.
Der Gewinn des America’s Cup durch ein australisches Team beflügelte den Segelsport in Down Under ungemein und ließ die AC-Syndikate in Neuseeland neue Anstrengungen unternehmen, nun den Cup auch zu holen.
Nach seinem großen Erfolg im America’s Cup schrieb John Bertrand das Buch Born to Win, in dem er die Wettkämpfe vor Newport schilderte und auch seine Strategien während der Vorbereitungen auf die Regattaserie offenlegte, wie er es schaffte ein junges Team mit wenig Siegeschancen zu Gewinnern zu machen.

## Leben heute
John Bertrand ist heute Vorsitzender der Sport Australia Hall of Fame und der The Allanah and Madeline Foundation, benannt nach Allanah & Madeline Mikac, die bei dem Massaker von Port Arthur ermordet wurden.

## Ehrungen
- 26. Januar 1984: Member of the Order of Australia (AM) für seine Verdienste im Segelsport, insbesondere als Steuermann der siegreichen Yacht Australia II im 25. America’s Cup Wettbewerb 1983
- 18. September 1993: Mitglied in der America’s Cup Hall of Fame für überragende Leistungen im Rahmen des America’s Cup[5]
- 14. Juli 2000: Australische Sports Medaille für überragende Erfolge im America’s Cup
- 1. Januar 2001: Jahrhundert-Medaille (Centenary Medal) für den Dienst an der australischen Gesellschaft durch den Segelsport
- 2016: Officer des Order of Australia